# Keros-N
Keros-N, né Sébastien Lurel le 2 mai 1986 aux Abymes en Guadeloupe, est un chanteur  de dancehall et un rappeur français.

## Biographie
Son nom « Keros-N » vient de « Kérosène »,  un mot imagé pour dire qu'il veut que sa musique fasse le tour du monde sans trop la mélanger pour éviter que ça explose. 

### Jeunesse[1]
Une de ses grandes sœurs faisait partie d’un des tous premiers Sound systems de la Guadeloupe. Il était dans l'ambiance de la musique et du Hip Hop depuis tout petit et fait son premier Freestyle à 7 ans et continue jusqu'au lycée sans écrire un seul texte.

### Carrière
En 2002, il débute dans le milieu underground. Il fonde son premier groupe, le Black Scare Crew, composé de Kenzy, Sparkshot, Sanya, Snaid et Kingstone. Ce n'est qu'en 2005 qu'il s'associe à ses amis Nicy et Miky Ding La pour former le groupe actuel, La Russi, sous la direction de Skyso et du label Jutsu Media Group.
Connu pour ses nombreux clashs avec des artistes comme le groupe Genesiz (Saïk, SaMX et Ocsen), Tiwony et Young Chang Mc, qui lui ont donné le surnom de « The One Shot Lyrical », il a su se détacher de cet univers conflictuel depuis ces années 2010. En 2012, après de longues absences, il revient publiquement avec le titre In Your Life.
En 2013, Keros-N sort son premier album sous le label de Jutsu, Sky is the Limit.
En 2015, il sort son EP, La guè ki réel.
En 2017, il publie son deuxième album, Bipolaire,. Il choisit ce nom car pour lui tout le monde a deux facettes : un côté sombre, un autre plus lumineux.

### Vie privée
Il dédie sur chacun de ses albums un morceau pour son fils.
Un de ses oncles est l'homme politique Victorin Lurel.

## Affaires judiciaires

### Victime d'agression
Le 30 août 2012, Keros-N est blessé en voiture par balles par des individus qui ont saccagé sa maison. Ces faits sont en rapport avec l'agression de Saïk le samedi 25 août. 
En novembre 2014, il subit une deuxième agression à mains armées, par six Saint-Rosiens. Ces derniers sont ensuite condamnés par le tribunal correctionnel de Pointe-à-Pitre de 6 mois à 2 ans de prison ferme.

### Dégradation de bien public
Le 14 septembre 2021, Keros-N est condamné à 9 mois de prison avec sursis pour avoir incendié un radar automatique.

## Discographie

### Album studios
2024 : Grand Cru

### Apparitions
- 2014 : Weed de Debrouya feat. Keros-N
- 2014 : Ravet de Lyrrix feat. Keros-N
- 2015 : Doudou de Dasha feat. Keros-N
- 2016 : Lésé yo kwé de Dj Ken feat. Keros-N & Gato
- 2016 : Claque des dents de TLF feat. Keros-N & Soprano
- 2016 : Sirèn de Lycinaïs Jean feat. Keros-N
- 2016 : Mwen de Black Kent feat. Keros-N
- 2017 : Air Cocaïne de Ixzo feat. Keros-N
- 2017 : Bye Bye de Kenedy feat. Keros-N
- 2017 : Toute la nuit de Dj Titai feat. Keros-N & Barack Adama
- 2018 : Insomnie de Lyrrix feat. Keros-N
- 2018 : Jénèss an nou de Daly feat. Keros-N & Akiyo
- 2018 : Kèr maron nèg maron de Kosla feat. Keros-N
- 2018 : Sang - Remix de Daly feat. Keros-N, Warped, Lighta, Lillow, Arsonist, Pon2mik, Drexi, Kriler, Bilix & Marik
- 2019 : Paniké de Evil P feat. Keros-N
- 2020 : Ped la tet de Shanel Hill feat. Keros-N
- 2021 : Airbus de Dry feat. Keros-N & AP
- 2023 : Combien de Tency feat. Keros-N
- 2023 : Vwèy de Tiwony feat. Keros-N
- 2023 : Kichta de Miky DIng La feat. Keros-N
- 2023 : Pa pè de Nicy La feat. Keros-N
- 2024 : Voras de Tofer feat. Keros-N
- 2024 : Rocky de Nicy feat. Keros-N

## Récompenses

### Hit Lokal Awards
2013
- En fé'y -  Meilleur titre hip-hop

2014
- Artiste de l'année
- Plis ki zanmi feat. Larose - Collaboration de l'année
- Dayé - meilleur titre Hip-hop
- Vinn vwé mwen - meilleur titre Dancehall

2015
- Sky is the limit - Album de l'année

2018
- Médayè feat La Tchad - Collaboration hip-hop
- Soudé - meilleur titre Hip-hop